# Бегна (річка)

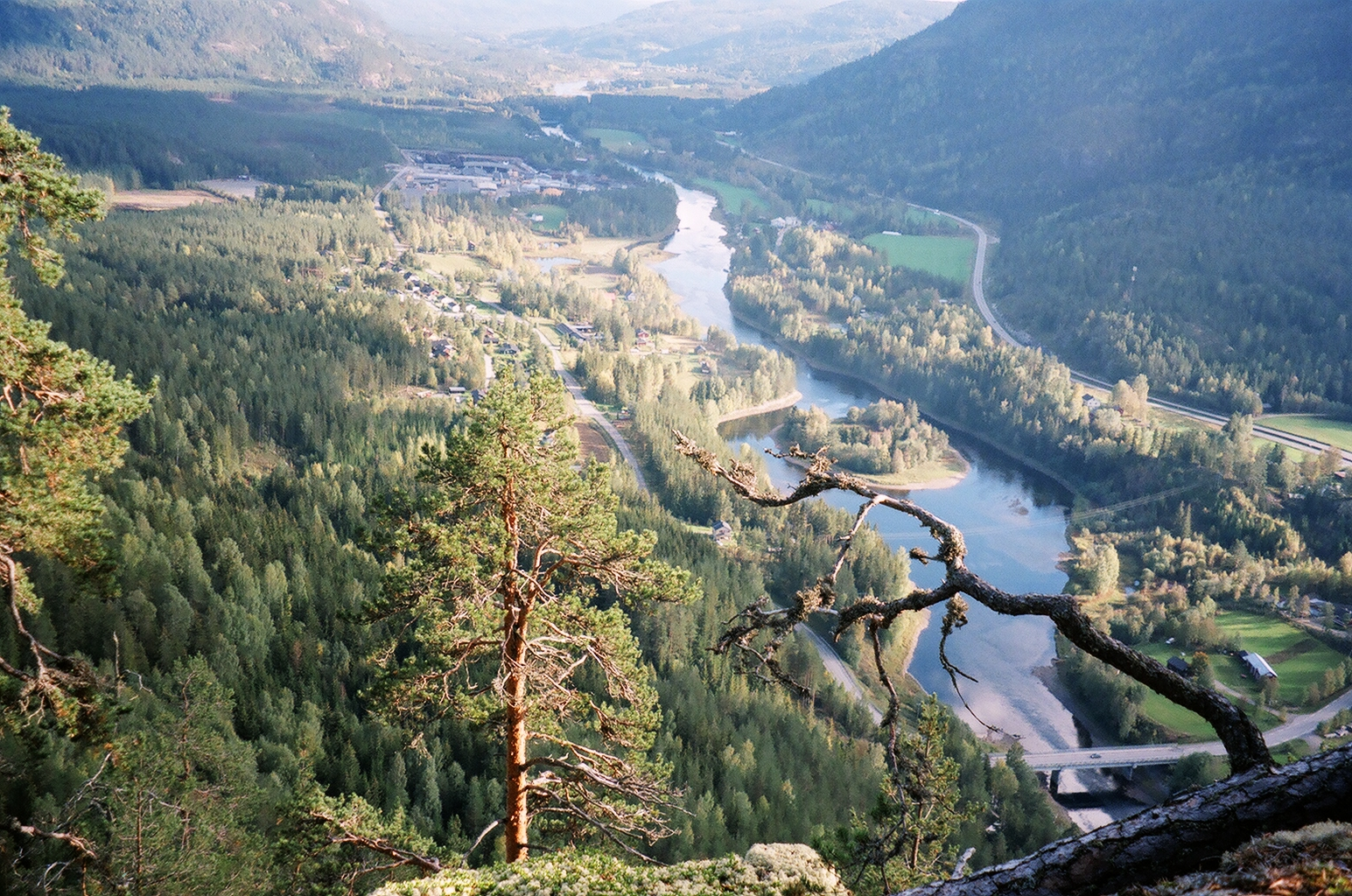
Ділянка річки Бегна та її глибока та вузька гірська долина

Бегна (норв. Begna) — річка на півдні Норвегії (фюльке Оплан та Бускерю), що впадає в озеро Сперіллен з басейну річки Драмсельва. Довжина 213 км (включаючи озеро Сперіллен, річки Одальсельва та Стурельва, озеро Туріфьорд та річку Драмсельва 308 км), площа водозбору 4875 км²

## Географічна характеристика
Річка Бегна витікає з північно-східного кута озера Страватнет, розташованого на висоті 971 м над рівнем моря, біля північного підніжжя масиву Хемседальсфелен у Скандинавських горах, у західній частині губернії Оплан . По всій довжині вона протікає в південно-східному напрямку по вузькій і глибокій западині долини. Проходить через кілька проточних озер (Вангсьйома — 466 м над рівнем моря, Слідрефьорд — 364 м, Стронафьорд — 354 м та ін.), А на ділянках між ними є пороги та водоспади. Впадає в північну частину озера Сперілен, розташованого на 150 м над рівнем моря. століття, недалеко від міста Несс, фюльке Бускерюд . З південного кута озера витікає річка Одальсельва, права притока Срурельви, яка впадає в озеро Тюріфьорд, а з неї тече річка Драмсельва, яка впадає в Ослофьорд на Північному морі .
Площа водозбору Бегни займає 4875 км², що становить 28,48 % усього басейну річки Драмсельва. Її річкова мережа розвинена в односторонньому порядку з більшими і довшими правими притоками. На сході та південному сході водозбірний басейн Бегни межує з водозбірними ділянками Рансельви, Снарумсельви та інших менших річок від басейну Драмсельви, на півночі та заході — з водозбірними басейнами Гломи, Лердальсельви та інших менших річок, що впадають у Північне море . Основні притоки: Далсоні (ліворуч); Кроконі, Обьора, Хьолера, Урула (зліва).
Бегна має переважно сніжно-дощову підгодівлю з вираженою високою водою навесні та на початку літа та малою зимою. Вище за течією замерзає на кілька тижнів, але не щороку.

## Господарське значення, населені пункти
Частина її води використовується для виробництва електроенергії (ГЕС Sør Eurdal), побутового та промислового водопостачання та річкового туризму. Долина густо заселена, але поселення це переважно невеликі містечка та села.

## Дивитися також
- Список річок в Європі (Атлантичний басейн)
- Список річок Норвегії